# Kaceřov (Észak-plzeňi járás)
Kaceřov település Csehországban, a Észak-plzeňi járásban. Kaceřov Němčovice, Dobříč, Hromnice és Jarov településekkel határos. Lakosainak száma 153 fő (2024. január 1.).

## Népesség
A település lakosságának változását az alábbi diagram mutatja:
| Lakosok száma | 213  | 184  | 211  | 153  | 134  | 119  | 140  | 143  | 151  | 153  |
|               | 1869 | 1900 | 1921 | 1961 | 1980 | 2011 | 2016 | 2019 | 2021 | 2024 |